# Proverbios españoles
En España los proverbios populares anónimos rimados en forma de pareado son conocidos como refranes.En algunos países de Hispanoamérica se les llama dichos.
Muchos son observaciones acuñadas por la experiencia colectiva a lo largo del tiempo, con temas que van desde la meteorología hasta el destino invariable y fatalista de existencia. Constituyen el bagaje cultural del pueblo en tiempos en los que la tradición oral pasaba la sabiduría popular de una generación a otra.
Los refranes son muy antiguos. Los primeros testimonios escritos de su existencia aparecen ya en los orígenes de la literatura castellana, así, en el Cantar de mio Cid ("lengua sin manos/¿cómo osas fablar?"). También se encuentran en abundancia en obras como el Libro de buen amor de Juan Ruiz (siglo XIV) o El corbacho de Alfonso Martínez de Toledo.
La primera antología de refranes, Proverbios que dicen las viejas tras el fuego, fue escrita  en el siglo XV por Íñigo López de Mendoza, Marqués de Santillana. En ese mismo siglo, un anónimo y erudito autor compuso una glosa en latín con muchos de ellos (Seniloquium). Los refranes esmaltan la lengua de los personajes de La Celestina de Fernando de Rojas.
En el siglo XVI, Juan de Valdés (Diálogo de la lengua) alabó en ellos la pureza del lenguaje. Caracterizarán también el habla de Sancho Panza en El Quijote de Miguel de Cervantes en el siglo XVII.